# Athetis raebeli
Athetis raebeli är en fjärilsart som beskrevs av Franz Dannehl 1925. Athetis raebeli ingår i släktet Athetis och familjen nattflyn. Inga underarter finns listade i Catalogue of Life.